# Ausbruch (Gefängnistheater)
Ausbruch (Eigenschreibweise: AUSBRUCH) ist ein Schweizer Gefängnistheater. Seit 2012 realisiert die Theatergruppe zusammen mit Gefangenen Theaterinszenierungen in Schweizer Gefängnissen. Seit 2021 bringt Ausbruch neben dem Theater auch weitere künstlerische Produktionen mit Gefangenen wie Film, Foto und Text zur Ausführung.

## Geschichte
Seine Anfänge nahm Ausbruch im Jahr 2012. Intendantin Annina Sonnenwald erarbeitete zusammen mit der Schauspielerin und Choreografin Simona Hofmann erstmals in der JVA Lenzburg eine Inszenierung (Wild im Herz). Das Projekt hatte Erfolg, und weitere Inszenierungen folgten.
Seit der ersten Produktion von Ausbruch finden nun im Zweijahresrhythmus Theaterproduktionen mit Gefangenen der JVA Lenzburg statt. Seit dem Jahr 2021 werden Theater- und Filmprojekte in Gefängnissen der ganzen Schweiz realisiert. Dazu gehören unter anderem die JVA Solothurn, die JVA Grosshof Luzern und das Massnahmenzentrum Kalchrain. Seit 2022 bringt das Gefängnistheater Ausbruch auch in der französischen Schweiz Projekte zur Ausführung, u. a. in der JVA Biel.

## Organisation
In der Anfangsphase war Ausbruch eine Einzelfirma der Initiatorin Annina Sonnenwald. Später wurde die Kulturmanagerin Lea Schwab ins Team geholt, und die Organisation des Gefängnistheaters professionalisierte sich. Seit 2021 ist Ausbruch als gemeinnütziger Verein organisiert, und das Team ist auf ca. 20 Personen angewachsen. Neben dem Kernteam sind Spezialisten aus den Bereichen Musik, Kostümbildnerei, Rechtswesen und Kultur in die professionelle Arbeit der Organisation involviert.
Finanziert werden die Projekte durch Stiftungsgelder, Fördermittel der öffentlichen Hand und private Spenden.

## Arbeitsweise
Das Kernteam besteht aus der Initiantin Annina Sonnenwald, Simona Hofmann (Schauspiel und Choreografie), Lea Schwab (Produktion) und der Autorin Anja Schmitter. Daneben werden bei Bedarf Musiker, eine Theaterpädagogin und Techniker zugezogen.
Ausbruch betrachtet seine Inszenierungen als Gemeinschaftsprojekte, da die Inhalte stets mit den Gefangenen zusammen erarbeitet werden. Nach einem Casting werden mithilfe von Theaterübungen Sprach- und Ausdrucksfähigkeit etc. getestet. In einem nächsten Schritt entscheidet die Regie gemeinsam mit der Gefängnisleitung, welche Gefangenen am Theater teilnehmen dürfen. In den Proben werden sprachliche, artistische oder musikalische Fähigkeiten der Beteiligten weiter gefördert und in das Projekt eingebaut.
Die Aufführungen bilden einen Höhepunkt der Theaterarbeit im Gefängnis. Das auswärtige Publikum wird gemäss den Auflagen des internen Sicherheitskonzeptes zugelassen, d. h. erforderlich sind in der Regel eine Voranmeldung sowie die Deponierung des Telefons und der Identitätskarte am Eingang des Gefängnisses. Nach der Aufführung erhalten Publikum und Gefangene die Möglichkeit, sich auszutauschen.

## Interesse der Öffentlichkeit
Seit 2013 haben über 4'000 Menschen die Aufführungen in den Anstalten gesehen. Ein Faktor für dieses grosse Interesse ist vermutlich die Einzigartigkeit des Schauplatzes: Das Publikum erhält einen Einblick in die sonst abgeschlossene Welt des Gefängnisses.

Bundesrätin und ehemalige Justizministerin Simonetta Sommaruga äusserte sich nach dem Besuch des Stücks IN DER MÜHLE in der JVA Lenzburg:
«Theateraufführungen im Gefängnis sind alles andere als selbstverständlich, wenn man bedenkt, dass diese Menschen häufig in ihren Zellen eingesperrt sind. Ich denke, gemeinsam etwas Kreatives zu erschaffen, ist etwas vom Wichtigsten, was man in einem Gefängnis pflegen soll.»